# Megachile lucidifrons
Megachile lucidifrons är en biart som beskrevs av Ferton 1905. Megachile lucidifrons ingår i släktet tapetserarbin, och familjen buksamlarbin. Inga underarter finns listade i Catalogue of Life.